# آی ایوامورا
آی ایوامورا (انگلیسی: Ai Iwamura؛ زادهٔ ۴ مارس ۱۹۸۴) بازیگر، و صداپیشه اهل ژاپن است.
از فیلم‌ها یا برنامه‌های تلویزیونی که وی در آن نقش داشته‌است می‌توان به نبرد سلطنتی اشاره کرد.